# センチネルリンパ節
センチネルリンパ節（センチネルリンパせつ、（英 sentinel lymph node）は、見張りリンパ節とも呼ばれる。悪性腫瘍病巣などの局所から流れ出たリンパ液が最初に入り込むリンパ節のこと。

## 生理的意味
乳癌の一部は、乳房の周囲のリンパ節、特に腋窩リンパ節を通って、リンパの流れに従って全身に拡がる性質がある。乳房のがんがリンパ管を通じて最初に流れ着くリンパ節がセンチネルリンパ節であり、ここに転移が無ければそれ以上のリンパ節の摘出を省略しようとする試みがセンチネルリンパ節生検（英 sentinel lymph node biopsy, SLNB)である。
センチネルリンパ節に転移がないと判断された場合はリンパ節郭清が省略でき、上腕の運動障害や知覚異常、わきの下の浮腫や腕のむくみ（リンパ浮腫）などの後遺症を軽減することができ、乳房を温存することと同様に大きなメリットがある。
ただし、偽陰性（センチネルリンパ節以外のリンパ節に転移がある）が、ある割合で存在するため、リンパ節転移のある人を見逃す危険性もある。
センチネルリンパ節生検は、悪性黒色腫の病期（ステージ）診断にも用いられる。

## 生検
外来で局所麻酔し、センチネルリンパ節生検を実施する。転移があった場合は術前療法（化学療法など）を試みた後、リンパ節郭清手術を行う。転移が無かった場合は、リンパ節郭清を省略した手術を行い、経過観察する。
先進医療に分類されるため、検査費用は基本的に全額自己負担である。しかし2010年4月以降、乳がんおよび悪性黒色腫のセンチネルリンパ節生検は、保険適用の治療（自己負担は原則3割）になる。

## 術中検査
手術中に、センチネルリンパ節を同定し、術中迅速病理診断する。同定出来なかった場合と転移を認めた場合はリンパ節郭清手術を行う。センチネルリンパ節転移が無かった場合は、リンパ節郭清を省略した手術を行う。術後の検査で転移が認められた場合は、リンパ節郭清手術または腋窩放射線照射を行う。

## センチネルリンパ節生検を行わない例
適応とならない、または適応が難しいのは以下のケース。
- （触診、画像診断などで）リンパ節転移が確認されている場合
- （触診、画像診断などで）リンパ節転移が疑われている場合
- （腫瘍のサイズなどで）リンパ節転移が起きている可能性が高い場合
- すでに乳がんの切開生検を受けている場合（センチネルリンパ節の同定が難しい）
- すでに化学療法を受けている場合（センチネルリンパ節の同定が難しい）

## センチネルリンパ節同定法
センチネルリンパ節は肉眼で特定することができないため、特定する手段として色素法とラジオアイソトープ法があり、併用することが推奨されている。

### 色素法
リンパ管に入りやすい色素を、悪性腫瘍近傍または乳輪部の皮下（乳がん）、悪性黒色腫近傍の皮下（悪性黒色腫）に注入する。インドシアニングリーン（ICG）、インジゴカルミン、またはパテントブルーV（Patent Blue 5)の注射液を用い、緑色または青色になった部分をセンチネルリンパ節とする。

### ラジオアイソトープ法
リンパ管に入りやすく、リンパ節に留まりやすい、微量の放射性物質を含む薬剤（テクネチウムスズコロイド（99mTc）、フィチン酸テクネチウム（99mTc）などの注射液）を注入する。放射線を検知できる器械（γプローブ、シンチグラム）を用い、その薬剤を取り込んだ部分をセンチネルリンパ節とする。